# Georg Wilhelm Steller
Georg Wilhelm Steller (Windsheim, 1709. március 10. – Tyumeny, 1746. november 14.) német botanikus, zoológus, orvos és kutató, aki Oroszországban és a mai Alaszka területén dolgozott. Botanikai szakmunkákban nevének rövidítése: „Steller”.

## Élete
Steller a Nürnberghez közeli Windsheimban született. Apja Johann Jakob Stöhler (1715 után változott meg a családnév). Steller a Wittenbergi Egyetemen tanult. 1734 novemberében Oroszországba ment, hogy a Szentpétervári Tudományos Akadémiának dolgozzon.
Steller természettudósként vett részt Vitus Bering második kamcsatkai felfedező útján. A felfedező út célja, Szibéria Jeges-tenger-i partjának feltérképezése és Észak-Amerikába való átjáró felfedezése volt. Ő, 1738 januárjában hagyta el Szentpétervárt, és 1740 augusztusában érkezett meg a keleti partra, Ohotszk nevű településre. Nem sokkal Szentpétervárról való távozása előtt feleségül vette Daniel Gottlieb Messerschmidt német szibériakutató özvegyét, Brigitte Helene-t, született Böchler († 1761. június 26. Szentpétervár). Ez a házasság nem tartott sokáig.
Szeptemberben, az expedíció résztvevői elhajóztak Kamcsatkába. Steller Bolsheretskben töltötte a telet, ahol segített egy helybéli iskola létrehozásában. Aztán parancsot kapott, hogy Beringgel együtt utazzanak Amerikába. A csapat hétfőn, 1741. július 20-án érkezett meg Alaszkába, a Kayak-szigetre, de itt csak az édesvíz készlet beszerzéséig ültek. Ez idő alatt, Steller volt az első európai aki leírt észak-amerikai állatokat és növényeket, köztük egy szajkót is, a bóbitás szajkót.
A visszatérő úton hajótörést szenvedtek, egy szigeten amelynek neve később Bering-sziget lesz. Bering itt meghalt, és szinte a legénység fele skorbutban halt meg. A megmaradt emberek megtelepedtek a szigeten a kis élelem- és vízkészletekkel, hogy átvészelhessék a telet. Leküzdve a hosszú tél nehézségeit, Steller tanulmányozta a sziget növényzetét és állatvilágát, és pontos térképet készített a felszínről. A tudós csak Steller-tengeritehenének írta le alaposan az életmódját és megjelenését. Az állat a tengeritehenek hatalmas képviselője, amely csak a Parancsnok-szigetek körüli sekély, hideg vizek lakója volt. Az állatot körülbelül 30 évre rá, teljesen kiirtották.
A szigeten összeszedett adatokkal, Steller megalkotta a „De Bestiis Marinis” című könyvét, amelyben a Bering-szigeten és környékén élő állatokat írja le, köztük: az északi medvefókát, a tengeri vidrát, a Steller-oroszlánfókát, a Steller tengeritehenet, Steller-pehelyrécét és a pápaszemes kormoránt. Ezeken kívül Steller azt állítja, hogy egyszer megpillantott egy állatot, a Steller tengeri majmát, de ezt az állatot azóta senki más nem vette észre.
Tavasszal a legénység egy új hajót épített, amellyel az Avacha-öbölbe eljutottak. A következő két évben Steller Kamcsatkában kutatott. Két év után vissza hívták Szentpétervárba, de útközben megbetegedett és Tyumenyben meghalt.
Feljegyzései eljutottak az Akadémiára, ahol Peter Simon Pallas kinyomtatta őket. Ezeknek a későbbi Észak-Csendes-óceán kutatók, köztük James Cook is hasznát vették.

## Róla elnevezett élőlények
Állatok és növények, amelyeket Georg Wilhelm Stellerről neveztek el:
- Steller-pehelyréce (Polysticta stelleri)
- Bóbitás szajkó (Cyanocitta stelleri)
- Óriásrétisas (Haliaeetus pelagicus)
- Steller-tengeritehén (Hydrodamalis gigas)
- Steller-oroszlánfóka (Eumetopias jubatus)
- Cryptochiton stelleri – egy cserepeshéjú
- Artemisia stelleriana – egy ürömfaj